# قبرس ونیزی
جزیره قبرس از سال ۱۴۸۹ که پادشاهی مستقل قبرس به پایان رسید، تا ۱۵۷۱ که جزیره توسط امپراتوری عثمانی فتح شد، جزو مستعمرات جمهوری ونیز بود.

## تاریخ

### تصاحب
ونیز برای قرن‌ها خواهان کنترل قبرس بود و بازرگانان ونیزی از سال ۱۰۰۰ میلادی که گسترش تجاری و نظامی ونیز در شرق مدیترانه آغاز شده بود، بر این جزیره فعالیت می‌کردند.
تمایل ونیز به قبرس عمدتاً از سودآوری ناشی می‌شد. ونیزی‌ها قبرس را به‌طور عمده به‌عنوان یک پایگاه نظامی می‌دیدند. با پیش‌بینی وقوع درگیری‌ها، آن‌ها طرحی گسترده برای تحکیم دفاعی جزیره را اجرا کردند. فاماگوستا و نیکوزیا با دیوارهای خاکی عظیمی احاطه شدند که با سنگ پوشانده شده بود. دیوار خارجی‌ای نیز پیرامون قلعه کیرنیا ساخته شد و شکاف آن با خاک پر شد تا یک دژ توپخانه‌ای ایجاد کند. بهترین معماران نظامی اروپا برای طراحی و اجرای این پروژه‌ها به قبرس فراخوانده شدند.
در سال ۱۴۶۸، جیمز دوم از خاندان لوزینیان پادشاه قبرس شد. در همان سال، او کاترین کورنارو (که از خانواده اشرافی "کورنر" در ونیز به دنیا آمده بود) را به‌عنوان همسر خود و ملکه قبرس انتخاب کرد. انتخاب پادشاه برای جمهوری ونیز بسیار خوشایند بود، زیرا از این پس می‌توانست حقوق تجاری و دیگر امتیازات ونیز را در قبرس تأمین کند. آن‌ها در تاریخ ۳۰ ژوئیه ۱۴۶۸ در ونیز ازدواج کردند، وقتی که کاترین ۱۴ ساله بود.
جیمز بلافاصله پس از ازدواج به علت بیماری ناگهانی درگذشت و طبق وصیتش، کاترین که در آن زمان باردار بود، به‌عنوان ولی‌عهد عمل کرد. او پس از مرگ پسر نوزادشان جیمز که در آگوست ۱۴۷۴ بر اثر مالاریا قبل از اولین سالگرد تولدش درگذشت، به پادشاهی رسید.
پادشاهی قبرس مدت‌ها پیش کاهش یافته بود و از سال ۱۴۲۶ تحت سلطه ممالیک‌های مصر قرار داشت. تحت حکمرانی کاترین، که از ۱۴۷۴ تا ۱۴۸۹ قبرس را اداره کرد، جزیره تحت کنترل بازرگانان ونیزی بود و در تاریخ ۱۴ مارس ۱۴۸۹ او مجبور به کناره‌گیری شد و اداره کشور را به جمهوری ونیز فروخت.
طبق گزارش جورج بوستروینیوس، «در تاریخ ۱۴ فوریه، ملکه در حالی که لباس مشکی بر تن داشت و همراه با بارون‌ها و همسرانشان در حال حرکت به‌سوی اسبش بود، شش شوالیه لگام اسب او را در دست داشتند. از لحظه‌ای که از نیکوزیا بیرون رفت، چشمانش همیشه پر از اشک بود. با عزیمت او، تمام مردم در غم و اندوه بودند.» بنابراین، آخرین دولت صلیبی به مستعمره ونیز تبدیل شد و به‌عنوان جبران، به کاترین اجازه داده شد که عنوان ملکه را حفظ کرده و در سال ۱۴۸۹ به خانم صاحب‌اختیار آصولو (یک شهرستان در شمال ایتالیا در سرزمین‌های اصلی ونیز) تبدیل شود.
اکثریت جمعیت ونیزی قبرس شامل کشاورزان یونانی ارتدکس بودند که تحت سلطه طبقه حاکم لاتین (که به پادشاهان سابق لوزینیان مرتبط بودند) قرار داشتند و تخمین زده می‌شد که حدود پنجاه هزار دهقان در این جزیره زندگی می‌کردند. ونیز از کاتولیک‌ها حمایت می‌کرد، که باعث افزایش قابل توجه پیروان این مذهب شد. این موضوع باعث بروز مشکلاتی با کشیشان محلی یونانی ارتدکس شد.
1. ↑  «A brief history of Cyprus - Venetian period». www.whatson-northcyprus.com. دریافت‌شده در ۲۰۲۵-۰۲-۱۷.
2. ↑  https://books.google.com.cy/books?id=PCcOAQAAMAAJ&redir_esc=y